# Solvent Orange 2
C.I. Solvent Orange 2 (auch bekannt als Oil Orange SS) ist ein Monoazofarbstoff aus der Gruppe der Lösungsmittelfarbstoffe, der u. a. für Tinten verwendet wird.

## Gewinnung und Darstellung
Solvent Orange 2 wurde bereits 1886 von Zincke und Rathgen synthetisiert, die es als o-Toluolazo-β-naphthol bezeichneten. Die Synthese war eine Azokupplung von 2-Naphthol mit o-Toluidin als Diazokomponente.

## Eigenschaften
Solvent Orange 2 ist als krebserregendend bekannt.

## Regulierung
Über den Safe Drinking Water and Toxic Enforcement Act of 1986 besteht in Kalifornien seit 1. April 1988 eine Kennzeichnungspflicht, wenn Solvent Orange 2 in einem Produkt enthalten ist.